# Alexander Held
Gerald Alexander Held (Múnich, 19 de octubre de 1958) es un actor alemán de cine, teatro y televisión. El es conocido por interpretar a Walther Hewel en la película Der Untergang y a Robert Mohr en Sophie Scholl - Los últimos días.

## Biografía
De niño era cantante en el famoso coro los Gorriones de la catedral de Ratisbona y de joven un jugador de fútbol talentoso, integrante del equipo TSV 1860 Múnich, con el cual ganó cinco campeonatos juveniles.
En 1993 tuvo su primer papel importante como actor, habiendo sido elegido por el director Klaus Emmerich para Morlock, un exitoso telefilme en Alemania. Desde entonces ha aparecido en cine y en numerosas producciones de televisión, incluyendo La lista de Schindler de Steven Spielberg, Sophie Scholl - Los últimos días de Marc Rothemund y Der Untergang de Oliver Hirschbiegel.
Su padre era el actor José Held, quien murió en 1974. En diciembre de 2005 se casó con la actriz alemana Patricia Fugger, fallecida en 2014.

## Filmografía
- 1993: Morlock
- 1995: Der Bulle von Tölz
- 1998: Der Fahnder
- 2001: El Zapato de Manitou - Karl May (cameo)
- 2004: Napola - el padre de Friedrich
- 2004: La caída - Walther Hewel
- 2005: Sophie Scholl - Los últimos días - Robert Mohr
- 2006: Wholetrain - Agente Steinbauer
- 2007: Afrika, mon amor - Heinrich von Strahlberg
- 2008: La Ola - el padre de Tim
- 2009: La papisa - Lotario I
- 2009: Visión - Kuno
- 2010: Augustine: La Disminución del Imperio Romano - más Viejo Valerius
- 2010: Gier - Dr. Saase
- 2010: Nanga Parbat - Dr. Franz Burda (cameo)
- 2010: Stralsund - Karl Hidde
- 2011: Cuatro días de mayo - Coronel Wald
- 2013: La Chica con Nueve Pelucas - Dr. Friedrich Leonhard
- 2014: München Mord - Ludwig Schaller
- 2015: Santuario - Hausvater Brockmann
- 2015: Tannbach - Franz Schober
- 2017: Mi Fecha Ciega con Vida - Frio